# Hans Hagerup Krag
Hans Hagerup Krag (født 29. august 1829 i Grong, død 8. maj 1907 i Kristiania) var en norsk officer og ingeniør, som er mest kendt som direktør for det norske vejdirektorat i perioden 1874 til 1903. Han var søn af Hans Peter Schnitler Krag og bror til Peter Rasmus og Ole Herman Krag.
Krag blev officer i 1842 efter afgangseksamen ved den militære højskole. Han blev udnævnt til Sekondløjtnant i artilleriet i 1854 og afsluttede sin militære karriere som kaptajn i Våbnet i 1866, da han blev kontorchef under vejdirektør Bergh i det norske vejdirektorat (Statens vegvesen). Han blev allere hyret som ingeniør af det norske vejdirektorat i 1852 og var direktør fra 1874 til 1903. Et arbejde som på grund af Norges natur- og befolkningsforhold stiller særlig store krav til planlæggelse og teknisk udførelse.
Krags arbejde som vejingeniør i marken foregik især i Vestlandet, i Stavanger, søndre og nordre Bergenhus, samt Romsdals amter. Blandt de mærkeligste af de store vejanlæg, han dels har bygget, dels ledet fra den første planlæggelse af, må fremhæves forbindelsen mellem Gudbrandsdalen og nordre Bergenhus og Romsdals amter, samt de kendte og beundrede fjeldovergange til Stryn i Nordfjord og til Geiranger i Sunnmøre.
Krag var et aktivt og dygtigt medlem af Ingeniørkommissionen og af de store Kommunikationskommissioner i årene 1874, 1882 og 1885-1887. I den polytekniske forening i Kristiania, hvor han i mange år var formand, har han gennem foredrag og diskussioner gjort meget for at fremme den tekniske stands interesser. Som statistiker har han i grafiske fremstillinger til udstillinger og officielle publikationer givet interessante bidrag til belysning af Norges økonomiske udvikling i 19. århundrede.
I 1868 etablerede han sammen med konsul Heftye Den Norske Turistforening, hvor han blev æresmedlem 1897. Han var også opsat på at fremme Norges turist- og sportsliv. De storartede anlæg på Holmenkollen og på Voksenåsen i Oslo skyldtes først og fremmest hans initiativ og energiske interesse. En staue af ham som kigger ud over Oslofjorden, udført af Gustav Lærum, er rejst ved Voksenkollen (afsløret 12. september 1909).